# 古川実
古川 実（ふるかわ みのる、1943年6月13日 - ）は、日本の経営者。日立造船社長を務めた。大阪府出身。

## 経歴
1966年に大阪大学経済学部を卒業し、同年に日立造船に入社。1998年6月に取締役に就任し、2001年6月に専務を経て、2005年4月に社長に就任。後に会長も兼任し、2013年4月には会長に専任。